# Bahnhof Debrecen

Der Bahnhof Debrecen ist der größte Personenbahnhof der ungarischen Stadt Debrecen.

## Lage

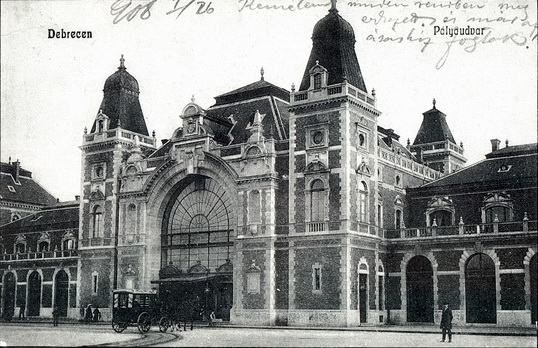
Ehemaliges Empfangsgebäude (1908)

Der Bahnhof befindet sich südlich das Stadtzentrums von Debrecen, dem Sitz des Komitats Hajdú-Bihar. Auf dem Bahnhofsvorplatz befindet sich die Haltestelle Nagyállomás („Großbahnhof“) der Straßenbahn Debrecen – die umgangssprachliche Bezeichnung des Bahnhofes zur Unterscheidung vom an den Bahnstrecken nach Tiszavasvári und Füzesabony im Westen der Stadt gelegenen Bahnhof Tócóvölgy bzw. dessen Vorgänger Debrecen-Vásártér.

## Empfangsgebäude

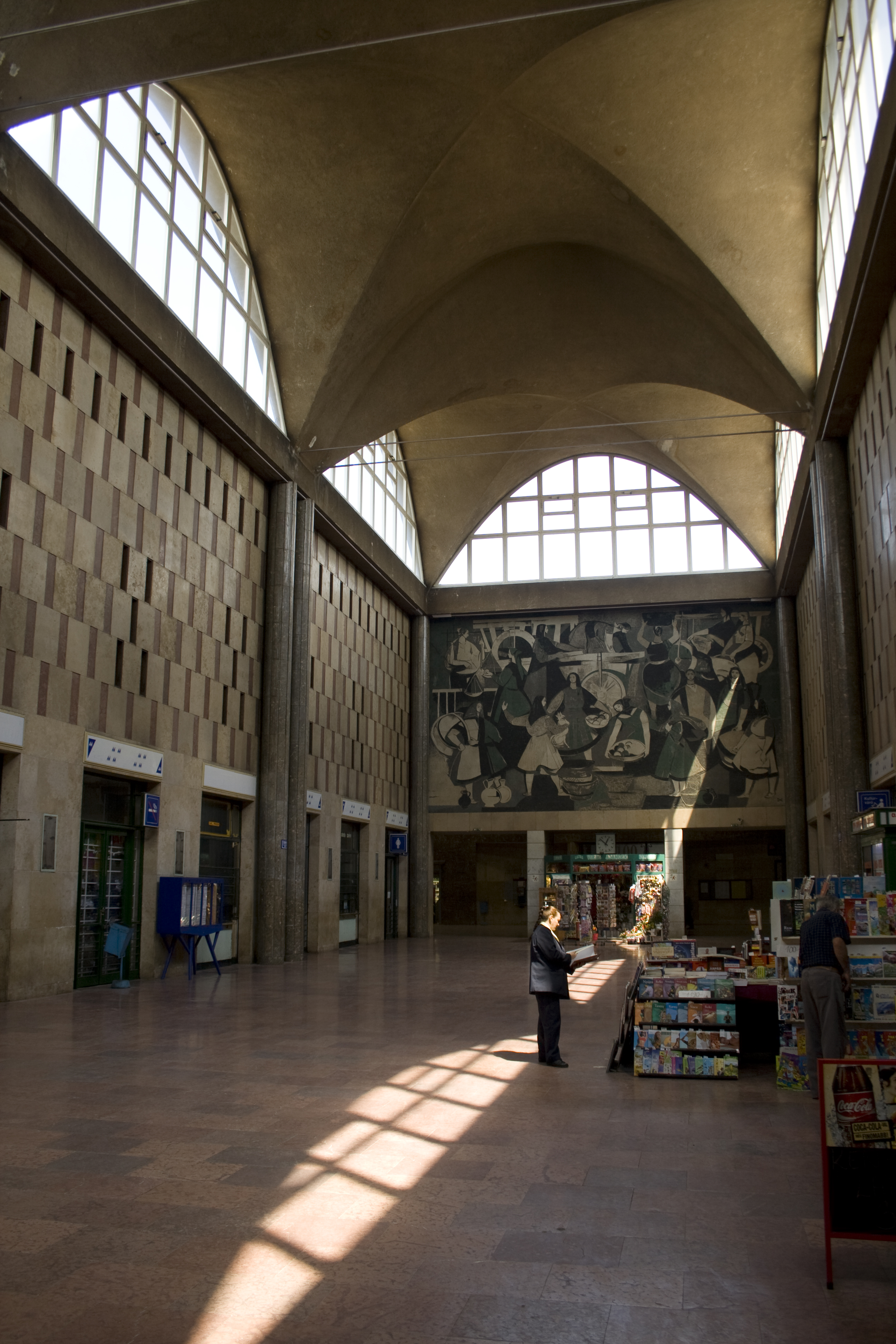
Halle des neuen Empfangsgebäudes (2010)

Die Theiss-Eisenbahn eröffnete 1857 mit ihrer Bahnstrecke Szolnok–Debrecen ein erstes Empfangsgebäude in Debrecen, welches 1894 durch den Architekten Ferenc Pfaff erweitert wurde und dem Gebäude des Bahnhofes Miskolc-Tiszai glich. Im Zweiten Weltkrieg wurde das Gebäude stark beschädigt, sodass es 1958 abgerissen und 1961 durch einen von László Kelemen entworfenen Neubau ersetzt wurde.

## Betrieb
Über die elektrifizierten und überwiegend zweigleisigen Hauptbahnen von Szolnok und nach Miskolc verkehren stündlich InterCity-Züge nach Budapest, Nyíregyháza oder Záhony. Auch internationale Fernzüge nach Mukatschewo in der Ukraine sowie Brașov, Cluj-Napoca und Baia Mare in Rumänien verkehren über Debrecen.